# Hulland Ward
Hulland Ward är en by och civil parish i distriktet Derbyshire Dales i grevskapet Derbyshire i England. Orten har 699 invånare (2015).
Hulland Ward ska inte förväxlas med den närliggande byn Hulland.